# 東鏡島駅
東鏡島駅（ひがしかがしまえき）は、岐阜県岐阜市鏡島にあった、名古屋鉄道鏡島線の駅。
隣の駅の弘法口駅と同様、乙津寺（鏡島弘法）の最寄り駅であり、毎月21日の命日は鏡島弘法の参拝客で賑わったという（実際は弘法口駅の方が鏡島弘法の参道に近い）。

## 歴史
1924年（大正13年）、美濃電気軌道により開設。開業当時の駅名は弘法東口駅（こうぼうひがしぐちえき）であった。そのまま太平洋戦争下の1944年（昭和19年）には当駅を含む鏡島線の森屋駅 - 鏡島駅間が不要不急線に指定され、休止となる。当駅の休止状態は戦後の1953年（昭和28年）に解かれ、駅名を東鏡島駅に改称し営業を再開したが、モータリゼーションの進展により鏡島線は1964年（昭和39年）に廃止、改称から10年余りで廃駅となった。
- 1924年（大正13年）4月21日 - 美濃電気軌道鏡島線の千手堂駅 - 鏡島駅間の営業開始と同時に弘法東口駅として開業[6][7]。
- 1930年（昭和5年）8月20日 - 美濃電気軌道が名古屋鉄道（初代。同年中に名岐鉄道に改称し、1935年より名古屋鉄道に再改称）に合併。同社の鏡島線の駅となる[7]。
- 1944年（昭和19年）12月11日 - 森屋駅 - 鏡島駅間が不要不急路線に指定され休止[4]。当駅も営業休止となる[7]。
- 1953年（昭和28年）8月16日 - 休止区間のうち、森屋駅 - 弘法口駅（復活に際して弘法西口駅を改称）間が復活。東鏡島駅に改称の上営業再開[7]。
- 1964年（昭和39年）10月4日 - 鏡島線の廃止により廃駅となる[7][8]。

## 駅構造
- 単式1面1線の乗り場であった。

## その他

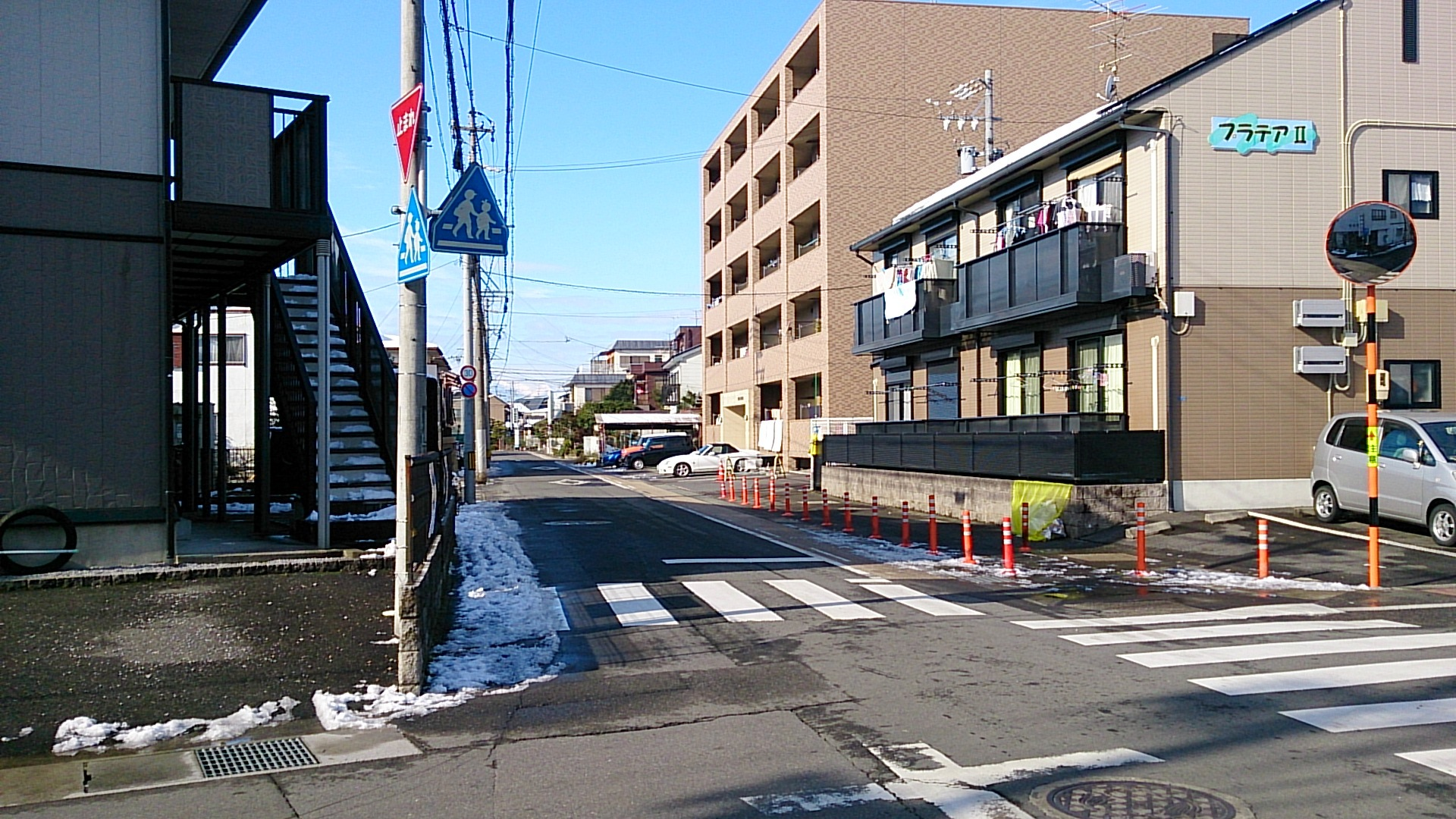
駅跡地付近（2014年12月）

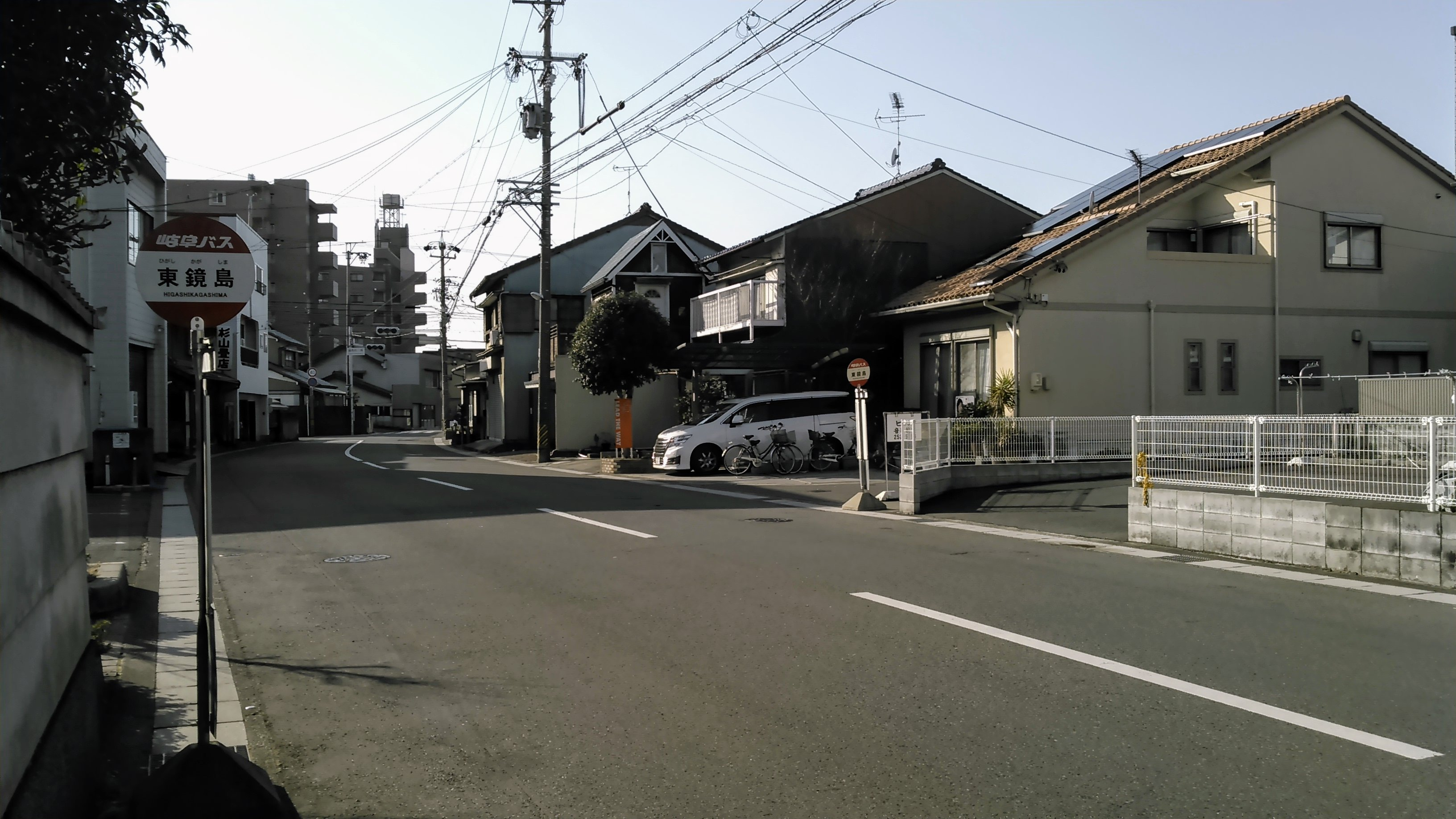
東鏡島バス停（2018年2月）

- 駅跡は、現在の岐阜市立精華中学校の北東付近に相当し、2017年7月現在における岐阜バスの東鏡島バス停留所（実質的な代替交通手段）の南西50メートル程の私有地にあった[2]。

## 隣の駅
名古屋鉄道
鏡島線
森屋駅 - 東鏡島駅 - 弘法口駅